# Tammenga
Tammenga es uno de los doce ressorts, o en neerlandés ressorten, en los que se divide el distrito de Paramaribo en Surinam, ubicado al oeste del distrito.
Limita al norte con el ressort de Welgelegen , al este con el ressort de Flora, al sur con el ressort de Latour y al oeste con el distrito de Wanica.
En 2004, Rainville, según cifras de la Oficina Central de Asuntos Civiles tenía 14 313 habitantes.